# FKネフテヒミク・ニジネカムスク
FKネフテヒミク・ニジネカムスク（ロシア語: Футбольный клуб «Нефтехимик»）は、ロシアのニジネカムスクをホームタウンとするサッカークラブである。

## 歴史
FKネフテヒミクは1960年代半ばにニジネカムスクの化学工場で創設された。1991年にプロサッカークラブとなり、1992年のセカンドディビジョンに参戦した。
2007年、ルビン・カザンと提携した。

## 歴代所属選手
- ギオルギ・メグレラーゼ
- マクシム・シェフチェンコ
- リュボミール・カントニストフ
- マヌチェフル・ジャリロフ
- ウルグベク・バカエフ
- ヴァギズ・ガリウリン
- アレクセイ・ポリャコフ
- ファルハド・ヴァシエフ